# 7675 Gorizia
7675 Gorizia è un asteroide della fascia principale. Scoperto nel 1995, presenta un'orbita caratterizzata da un semiasse maggiore pari a 2,4152427 UA e da un'eccentricità di 0,0926740, inclinata di 4,74589° rispetto all'eclittica.
Scoperto nel 1995 dall'osservatorio di Farra d'Isonzo, l'asteroide è stato dedicato all'omonima città.